# Else Jahn (Widerstandskämpferin)

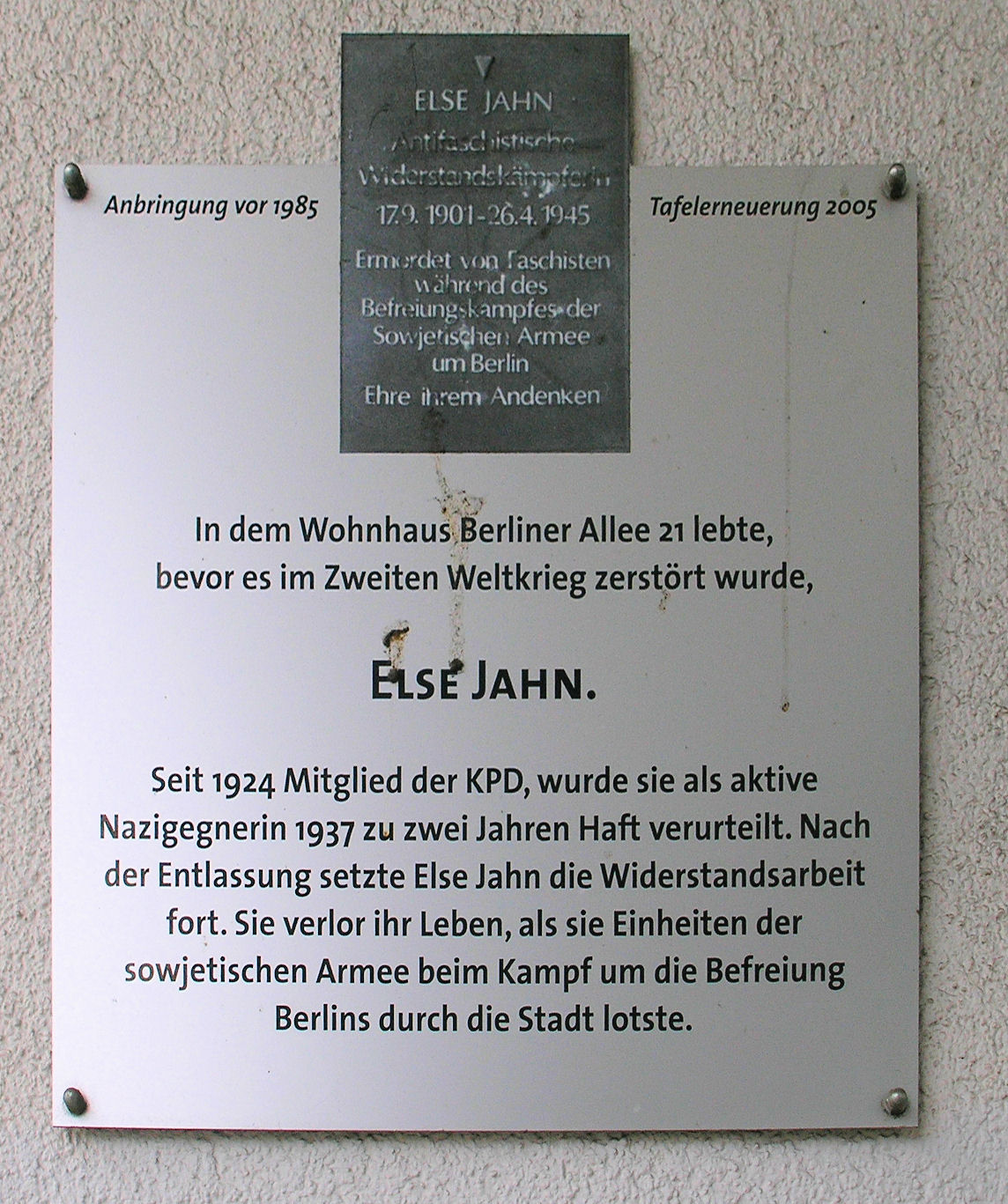
Gedenktafel am Haus Berliner Allee 23, in Berlin-Weißensee

Else Jahn, geborene Gerichow (* 17. September 1901 in Berlin; † 26. April 1945 ebenda) war eine deutsche Arbeiterin und Widerstandskämpferin gegen das NS-Regime.

## Leben
Else Jahn wurde in den 1920er Jahren Mitglied im Kommunistischen Jugendverband und 1924 Mitglied der KPD. In den Jahren der Weltwirtschaftskrise wirkte sie aktiv für die Herstellung einer antifaschistischen Einheitsfront gegen die zunehmende faschistische Gefahr. Nach der NS-Machtübernahme 1933 ging sie in die Illegalität und wurde 1936 von der Gestapo verhaftet. Im anschließenden Prozess erhielt sie eine Strafe von drei Jahren Zuchthaus. Nach ihrer Entlassung 1939 setzte sie ihre illegale Tätigkeit fort.
Am 20. April 1945 erreichten die auf Berlin vorrückenden Verbände der Roten Armee Weißensee. Die illegale Widerstandsgruppe, der Else Jahn und ihre Brüder Willi und Fritz angehörten, nahm Verbindung zu den sowjetischen Truppen auf, um unnötigem Blutvergießen und weiteren Zerstörungen durch sinnlosen Widerstand entgegenzutreten. Else Jahn stellte sich der kämpfenden Roten Armee als Lotsin durch das Häusermeer der Großstadt zur Verfügung. Aufgrund ihrer Ortskenntnis wies sie einem Voraustrupp den Weg. Sie stand auf einem Panzer vom Typ T-34, der sich seinen Weg durch den Stadtbezirk bahnte. Bei einem dieser Einsätze der auf das Berliner Stadtzentrum vorrückenden Einheiten wurde sie am 26. April 1945 bei einem Schusswechsel an der „Weißenseer Spitze“ (Kreuzung Gustav-Adolf-Straße/Prenzlauer Promenade) mit SS-Einheiten von einer Kugel getroffen und kam im Alter von 43 Jahren ums Leben.

## Ehrungen
- Nach ihr ist eine Straße in Berlin-Weißensee benannt.[3]

- Am Haus Berliner Allee 23 (ihr Wohnhaus Nr. 21 war im Krieg zerstört worden) befand sich eine Gedenktafel (vor 1952 entstanden und vor 1985 erneuert). Die Tafel wurde 1991 entfernt.[4] Erst 2005 wurde die Gedenktafel durch eine neugestaltete Tafel aus Edelstahl ersetzt.[5]
- Auf dem Friedhof in der Roelckestraße ist ein Gedenkstein für die Antifaschisten Else Jahn, Berthold Manzke und Frida Seidlitz zu finden.